# Borges (futebolista)
Humberlito Borges Teixeira, mais conhecido como Borges (Salvador, 5 de outubro de 1980) é um ex-futebolista brasileiro que atuava como centroavante.
Em 2011, foi artilheiro do Campeonato Brasileiro de Futebol.

## Carreira

### Primórdios
Borges iniciou sua carreira em 2001, no Arapongas, do Paraná, e em 2002 foi para o Inter de Bebedouro.
Após boa campanha pelo Jataiense no Campeonato Goiano de 2004, com 9 gols enquanto o time alcançava a semifinal, foi contratado pelo São Caetano para a disputa do Campeonato Brasileiro. No meio do ano, após seis jogos com o Azulão, foi liberado pela equipe para assinar com o Paysandu, onde acompanharia o meia Adrianinho.
Em 2005, teve uma curta passagem pelo time do Roma de Apucarana no Paranaense daquele ano. Contratado pelo União São João, atuou bem apesar da equipe acabar rebaixada, com 10 gols. Assim foi contratado pelo Paraná Clube, que disputaria a Série A.

### Paraná
Chegou em 2005, se destacou e foi o 4º maior artilheiro do Campeonato Brasileiro, com 19 gols, ficando com 3 gols a menos que o atacante Romário.

### Vegalta Sendai
Após se destacar no Tricolor da Vila, Borges chamou a atenção da equipe japonesa Vegalta Sendai, onde teve uma curta passagem, mas foi artilheiro da J. League da Segunda Divisão em 2006.

### São Paulo

#### 2007
Após a bem-sucedida passagem pelo Japão, Borges foi contratado pelo São Paulo em 2007. No Campeonato Brasileiro daquele ano, foi campeão e um dos artilheiros do São Paulo, com 7 gols, junto de Dagoberto e Rogério Ceni.

#### 2008
Em 2008, pelo Campeonato Paulista marcou 10 gols sendo o quinto maior goleador do Campeonato, cinco a menos que o artilheiro Alex Mineiro, do Palmeiras.
No dia 8 de novembro, pela primeira vez marcou três gols na mesma partida com a camisa do São Paulo, no jogo contra a Portuguesa, no estádio do Canindé. Ainda nesta temporada, marcou 16 gols no Campeonato Brasileiro, onde o São Paulo se sagraria tricampeão seguido, incluindo o gol do título - na última rodada, contra o Goiás.

#### 2009
Foi o artilheiro do São Paulo na Copa Libertadores da América com 5 gols. No fim do ano, após perder espaço para Washington, foi posto como negociável pela diretoria. Borges disputou 150 jogos pelo Tricolor Paulista, com 54 gols.

### Grêmio
Muitas especulações surgiram sobre seu futuro após Borges se desvincular do São Paulo. Alguns clubes brasileiros sondaram o jogador durante meses, antes mesmo do término da temporada. O destino mais provável sempre foi o Grêmio. E foi o que aconteceu. O jogador foi apresentado pelo Grêmio no dia 5 de janeiro de 2010 junto com Leandro, William e Maurício. O jogador já treinou com o grupo e viajou com a delegação rumo a pré-temporada no município de Bento Gonçalves, na serra gaúcha.
Estreou pelo Grêmio na primeira rodada do Campeonato Gaúcho de 2010, no jogo contra o Pelotas, no Estádio Boca do Lobo, em Pelotas. Começou como o titular do ataque, ao lado do ex-companheiro de São Paulo Leandro. O jogo terminou 3-2 para o Grêmio, sendo que Borges marcou o gol de empate do Tricolor quando a partida estava em 2-1 para o Pelotas. Os outros gols foram de Jonas (pênalti) e Maylson.
Na estreia do Grêmio na Copa do Brasil de 2010, contra o Araguaia-MT, Borges marcou dois gols, sendo decisivo para classificação antecipada do Grêmio para a próxima fase.
Seu primeiro gol em um Grenal ocorreu no dia 25 de abril de 2010, válido pelo 1.º jogo da final do Campeonato Gaúcho de 2010. Ele já havia disputado um Grenal pelo Grêmio na primeira fase da Taça Fernando Carvalho (1º turno do Campeonato Gaúcho) mas não fez gol. Seu gol foi o segundo na vitória tricolor por 2-0 no Estádio Beira-Rio, em Porto Alegre.

### Santos
Em 23 de maio de 2011, as diretorias do Santos e do Grêmio confirmaram a transferência do atacante para a equipe paulista. Em sua estreia, Borges marcou 2 gols na vitória por 3 a 1 sobre o Avaí. E na partida seguinte, marcou o gol de empate contra o Cruzeiro, que era vencida pelo time mineiro por 1 a 0.
Por ter jogado pelo Grêmio, não disputou as finais da Libertadores que o Santos saiu campeão, mas se manteve muito bem nas partidas pelo campeonato nacional, titular absoluto com a camisa 9 santista. Foi o artilheiro do Brasileirão daquele ano com 23 gols em 29 jogos, e com isso alcançou a marca no clube de Serginho Chulapa, que durava 28 anos (desde 1983).
No entanto, em 2012, Borges não repetiu as mesmas atuações de 2011 e perdeu a titularidade no ataque ao lado de Neymar para Alan Kardec.

### Cruzeiro

#### 2012
Em 4 de julho de 2012, foi contratado pelo Cruzeiro. Foi regular ao longo da competição, tendo boas atuações, mas uma contusão no fim do campeonato tirou a sequência do artilheiro.

#### 2013
Em 2013, foi artilheiro do time no Mineiro e conquistou o seu primeiro Campeonato Brasileiro pelo clube e o terceiro na história do Cruzeiro. Na primeira partida, marcou na goleada contra o Goiás, entretanto no segundo jogo sofreu novamente uma contusão e ficou fora dos gramados por 3 meses. No retorno, no meio da competição voltou com tudo fazendo gols importantes em vitórias dramáticas contra Fluminense, Criciúma e Grêmio. Foi o artilheiro da equipe na competição com 10 gols e também no ano com 19 gols marcados.

#### 2014
Em 2014, também começou marcado com uma contusão do jogador no início do Campeonato Mineiro, tendo jogado poucos jogos. Mesmo assim ajudou o time a se sagrar campeão mineiro. Na Libertadores, ficou quase sempre no banco e pouco ajudou o time. Iniciou o Campeonato Brasileiro do mesmo ano jogando na equipe do "Cruzeiro B" , fazendo boas partidas. No final do ano conquistou seu segundo brasileiro de forma consecutiva pelo Cruzeiro, feito único até então no clube.
Em dezembro de 2014, Borges deixou o Cruzeiro, após vários jogos na reserva e muitas contusões, não teve seu contrato renovado.

### Ponte Preta
No dia 19 de março de 2015, foi contratado pela Ponte Preta. Apesar das grandes expectativas, fez apenas 6 gols em 33 jogos, sendo dispensado no fim do ano.

### América Mineiro
Em março de 2016, Borges acertou com o América-MG. Neste ano, o América foi campeão mineiro vencendo seus maiores rivais, encerrando uma espera de 15 anos. Borges, fazendo pivô, deu uma assistência de peito para Danilo fazer o gol do título aos 38 minutos do segundo tempo. Após quatro meses e apenas dois gols, Borges foi dispensado pelo Coelho. Decidiu então, após a rescisão, se aposentar.

## Seleção Brasileira
Devido à boa fase que vivia no Santos, sendo o artilheiro do Campeonato Brasileiro, foi convocado no dia 22 de setembro para o segundo jogo contra a Seleção Argentina no Superclássico das Américas.

## Títulos
São Caetano
- Campeonato Paulista: 2004

São Paulo
- Campeonato Brasileiro: 2007, 2008

Grêmio
- Campeonato Gaúcho: 2010
- Taça Fronteira da Paz: 2010
- Taça Piratini: 2011

Santos
- Campeonato Paulista: 2012

Cruzeiro
- Campeonato Brasileiro: 2013,[40] 2014
- Campeonato Mineiro: 2014

América-MG
- Campeonato Mineiro: 2016

Seleção Brasileira
- Superclássico das Américas: 2011

## Prêmios Individuais
São Paulo
- Bola de Prata: 2008

Grêmio
- Seleção do Campeonato Gaúcho: 2010

Santos
- Bola de Prata - Artilheiro: 2011
- Prêmio Craque do Brasileirão - Troféu Rei do Gol: 2011

## Artilharias
Vegalta Sendai
- Campeonato Japonês da Segunda Divisão 2006

Santos
- Campeonato Brasileiro: 2011 - (23 gols)

## Estatísticas
Até 10 de novembro de 2015
| Clube             | Temporada | Campeonato Nacional | Campeonato Nacional | Copa Nacional | Copa Nacional | Competição Internacional¹ | Competição Internacional¹ | Outros Torneios² | Outros Torneios² | Total | Total |
| Clube             | Temporada | Jogos               | Gols                | Jogos         | Gols          | Jogos                     | Gols                      | Jogos            | Gols             | Jogos | Gols  |
| ----------------- | --------- | ------------------- | ------------------- | ------------- | ------------- | ------------------------- | ------------------------- | ---------------- | ---------------- | ----- | ----- |
| Jataiense         | 2004      | 0                   | 0                   | 0             | 0             | 0                         | 0                         | 12               | 9                | 19    | 9     |
| São Caetano       | 2004      | 6                   | 0                   | 0             | 0             | 0                         | 0                         | 0                | 0                | 6     | 0     |
| Paysandu          | 2004      | 9                   | 0                   | 0             | 0             | 0                         | 0                         | 0                | 0                | 9     | 0     |
| União São João    | 2005      | 0                   | 0                   | 0             | 0             | 0                         | 0                         | 18               | 10               | 18    | 10    |
| Paraná Clube      | 2005      | 36                  | 19                  | 0             | 0             | 0                         | 0                         | 0                | 0                | 36    | 19    |
| Vegalta Sendai    | 2006      | 41                  | 26                  | 2             | 1             | 0                         | 0                         | 0                | 0                | 43    | 27    |
| São Paulo         | 2007      | 8                   | 7                   | 0             | 0             | 8                         | 1                         | 15               | 3                | 46    | 11    |
| São Paulo         | 2008      | 16                  | 16                  | 0             | 0             | 8                         | 0                         | 20               | 10               | 60    | 26    |
| São Paulo         | 2009      | 9                   | 6                   | 0             | 0             | 10                        | 5                         | 17               | 4                | 57    | 15    |
| São Paulo         | Total     | 33                  | 29                  | 0             | 0             | 26                        | 6                         | 52               | 17               | 163   | 52    |
| Grêmio            | 2010      | 13                  | 3                   | 7             | 6             | 1                         | 0                         | 13               | 10               | 37    | 16    |
| Grêmio            | 2011      | 0                   | 0                   | 0             | 0             | 7                         | 3                         | 14               | 8                | 21    | 11    |
| Grêmio            | Total     | 13                  | 3                   | 7             | 6             | 8                         | 3                         | 27               | 18               | 45    | 30    |
| Santos            |           |                     |                     |               |               |                           |                           |                  |                  |       |       |
| 2011              | 31        | 23                  | 0                   | 0             | 2             | 1                         | 0                         | 0                | 33               | 24    |       |
| 2012              | 3         | 0                   | 0                   | 0             | 11            | 2                         | 11                        | 5                | 15               | 4     |       |
| Total             | 34        | 23                  | 0                   | 0             | 13            | 3                         | 11                        | 5                | 58               | 31    |       |
| Cruzeiro          |           |                     |                     |               |               |                           |                           |                  |                  |       |       |
| 2012              | 17        | 7                   | 0                   | 0             | 0             | 0                         | 0                         | 0                | 17               | 7     |       |
| 2013              | 24        | 10                  | 5                   | 2             | 0             | 0                         | 10                        | 7                | 39               | 19    |       |
| 2014              | 10        | 2                   | 2                   | 0             | 4             | 0                         | 3                         | 0                | 19               | 2     |       |
| Total             | 41        | 19                  | 7                   | 2             | 4             | 0                         | 13                        | 7                | 65               | 28    |       |
| Ponte Preta       | 2015      | 28                  | 5                   | 3             | 1             | -                         | -                         | -                | -                | 31    | 6     |
| Total da carreira | 241       | 124                 | 19                  | 10            | 51            | 12                        | 84                        | 35               | 509              | 214   |       |

¹Em competições continentais, incluindo jogos e gols da Copa Libertadores, Copa Sul-Americana e Recopa Sul-Americana.
²Em outros torneios, incluindo jogos e gols de campeonatos estaduais, e a Copa do Mundo de Clubes da FIFA.

### Seleção Brasileira
Expanda a caixa de informações para conferir todos os jogos deste jogador, pela sua seleção nacional.
|    | Data                   | Local                    | Resultado | Adversário | Gols | Competição                 |
| -- | ---------------------- | ------------------------ | --------- | ---------- | ---- | -------------------------- |
| 1. | 28 de setembro de 2011 | Mangueirão, Pará, Brasil | 2–0       | Argentina  | 0    | Superclássico das Américas |

Atualizadas em 22 de Setembro de 2011